# New York Philharmonic
New York Philharmonic, der er grundlagt i 1842, er det ældste endnu eksisterende symfoniorkester i USA. Orkesteret er næsten 40 år ældre end det næstældste symfoniorkester i USA, Boston Symphony Orchestra der er etableret i 1881. Der er desuden kun to symfoniorkestre fra Europa, som er ældre end New York Philharmonic.
Med base i New York City giver orkesteret de fleste af sine koncerter i Avery Fisher Hall.